# Ценин, Сергей Сергеевич
Сергей Сергеевич Ценин (18 (30) сентября 1884, Рязань, Российская империя — 13 июня 1964, Москва, СССР) — русский и советский актёр и режиссёр. Заслуженный артист РСФСР (1935).

## Биография
В 1909 году Сергей Ценин окончил драматические курсы Малого театра и был принят в труппу Малого театра. Уехал в провинцию, играл в частных театрах под руководством Н. Н. Синельникова и Н. И. Собольщикова-Самарина (Ростов-на-Дону, Одесса, Харьков и др.).
Вернувшись в Москву, в 1914—1916 годах работал в Камерном театре А. Я. Таирова.
В 1917—1918 годах — актёр и режиссёр Киевской киностудии «Светотень».
В 1919—1922 годах — режиссёр Одесской киносекции Политотдела 4-й дивизии в Кинокомитете.
В 1919—1950 годах — в театре Таирова.
Ценин был одним из ведущих актёров Камерного театра, его сценические образы были выразительны, колоритны, комедийные роли отмечены мягким юмором.
После закрытия Камерного театра (1950 год) в том же помещении открылся Московский драматический театр имени А. С. Пушкина, куда Ценин и перешёл со многими актёрами труппы Таирова. Служил там в 1950-60-х годах.
Умер 13 июня 1964 года в Москве.

## Работы в театре

#### Камерный театр
- «Адриенна Лекуврер» Скриба и Легуве — принц Бульонский
- «Косматая обезьяна» О’Нила — Янк
- «Веер» Гольдони — Креспино
- «Антигона» Газенклевера — Креонт
- «Опера нищих» Брехта и Вайля — Браун
- «Машиналь» Тредуэлл — Джон
- «Он пришёл» Пристли — Берланг
- «Оптимистическая трагедия» — вожак[2],
- «Дума о Британке» Яновского — Несвятипасха
- «Жирофле-Жирофля» — Музрук
- «День и ночь» Лекока — Калабас
- «Сирокко» Половинкина — Рислер
- «Батальон идёт на запад» Г. Мдивани — Георгий Гигаури

#### Московский драматический театр имени А. С. Пушкина
- 1953 — «Самодуры» К. Гольдони — Канчано, горожанин
- 1957 — «Игрок» по повести Ф. М. Достоевского — генерал

## Роли в кино
- 1914 — Алим — крымский разбойник
- 1915 — Приваловские миллионы
- 1915 — Андрей Тобольцев
- 1916 — А защищал её Плевако
- 1916 — Крымский флирт
- 1916 — Золотая мушка
- 1916 — Женщина, взглянувшая в глаза смерти
- 1916 — Воскресшая легенда
- 1916 — В жизни все бывает
- 1916 — Не убий
- 1916 — Право ребёнка
- 1917 — Вера Чибиряк
- 1918 — Симфония любви
- 1919 — Гримасы жизни
- 1920 — Два мира
- 1920 — Рассказ о семи повешенных — Цыганок
- 1921 — Снова на земле — управляющий
- 1921 — Волчий дол — Никита Ковтун
- 1928 — Альбидум — Персов
- 1933 — Солнце восходит на западе
- 1934 — Четыре визита Самюэля Вульфа — Никитин
- 1936 — Партийный билет — шпион
- 1937 — Ленин в Октябре — Малянтович (нет в титрах)
- 1938 — Борьба продолжается — профессор
- 1939 — Эскадрилья № 5 — генерал Хват
- 1944 — Юбилей — Генерал
- 1945 — Пятнадцатилетний капитан — Ворби
- 1946 — Крейсер «Варяг» — командир французского крейсера «Паскаль»
- 1947 — Свет над Россией — Герберт Уэлс, английский писатель
- 1948 — Мичурин — У. Верд
- 1949 — Встреча на Эльбе — сенатор Вуд
- 1951 — Пржевальский — русский посол
- 1951 — Спортивная честь — зритель на стадионе (нет в титрах)
- 1953 — Серебристая пыль — губернатор Говард
- 1956 — Песня табунщика
- 1956 — Урок истории — немецкий банкир